# 小堀甚二
小堀 甚二（こぼり じんじ、1901年8月28日 - 1959年11月30日）は、日本の作家、翻訳家、文芸評論家、社会運動家。

## 生涯
福岡県生まれ。小学校卒。上京し芝浦製作所で働いたのち、帰郷して門司鉄道局に勤めるが左翼活動のため解雇。
1926年から戯曲、小説で『文藝戦線』に参加、日本プロレタリア芸術連盟書記長を務め、プロレタリア文学者となる。
1927年平林たい子と結婚。その後は〈文芸戦線派〉として評論を書き、人民戦線事件で検挙、また病気のたい子を看護する。このころ、翻訳業の過労と栄養失調で左目を失明する。1946年には小堀の姪の新子を二人の養女にしている。
戦後、日本社会党結成に参加するが右派が主導する当時の日本社会党に反発し、1948年11月荒畑寒村、山川均、向坂逸郎ら労農派メンバーと社会主義政党結成促進協議会（いわゆる山川新党）を結成する。1949年10月社会主義労働党準備会と改称、小堀は党務の中心を担うが、再軍備問題などを巡って小堀と山川らの間で見解の相違が生じ、1951年3月解散。労農派内部でも、ソ連の性格を巡って向坂らと対立し、戦後労農派グループが分裂、社会主義協会結成の直接のきっかけを作った。
流行作家となった平林との間に齟齬が生じ、女中に子供を産ませて5年間二重生活を送っていたことが発覚して、1955年離婚。事件はマスコミ種となって大きく報道された。小堀は平林のことを自伝小説『妖怪を見た』に描き、「鍋島騒動の怪猫」と表した。

## 著書
- 『再軍備論 再軍備の必要とありかた』（国民教育社） 1951
- 『スターリンの本当の経歴 スターリン・スパイ説とフルシチョフ(秘密報告)』（民主労働者協会、研究室資料） 1956
- 『小説 妖怪を見た』（角川書店） 1959

## 翻訳
- 『独逸・冬物語』（ハイネ、改造文庫） 1937
- 『ゲーリング夫人』（W・メツレントルフ伯爵夫人フアンニイ、アルス） 1941
- 『独逸的人間』（ゲオルグ・ブランデス、改造社） 1941
- 『東南アジアの民族と文化』（ハイネ・ゲルデルン、聖紀書房） 1942
- 『露領アジヤ踏査記』（R・アスミス、聖紀書房） 1942
- 『アントン物語 第1巻』（グスターフ・フライターク、有光社） 1943
- 『南太平洋の民族と文化』（G・ブシャン、聖紀書房、図解比較民族学） 1944
- 『国家と革命』（レーニン、彰考書院） 1946

## 参考
- 『日本近代文学大事典』
- 『燃えて生きよ 平林たい子の生涯』（戸田房子、新潮社）
- 『妖精と妖怪のあいだ 評伝・平林たい子』（群ようこ、文藝春秋）